# Halifa Houmadi
Halifa Houmadi, né en 1947, est un homme politique comorien.

## Biographie
Il est Premier ministre des Comores du 14 octobre 1994 au 29 avril 1995, date où il est remplacé par Caabi El-Yachroutu Mohamed.